# Chociszew (Sieradz)
Pour les articles homonymes, voir Chociszew.
Chociszew est une localité polonaise de la gmina de Błaszki, située dans le powiat de Sieradz en voïvodie de Łódź.